# Laterculus
Laterculus (plurale: laterculi) è il nome che nella tarda antichità e nell'alto Medioevo si dava ad una lastra in pietra od in terracotta sulla quale era stata scritta un'epigrafe usata per diffondere certi tipi d'informazioni disposte in forma di elenco  o di calendario. Il termine poi divenne sinonimo del contenuto di un tale tipo di scrittura, spesso un elenco, un registro od una tabella, indipendentemente dal supporto su cui questi venivano scritti. Un elenco di soldati di un'unità dell'esercito romano, come quelli reclutati o congedati in un determinato anno, può essere chiamato laterculus, un esempio del quale si trova in un'iscrizione da Vindonissa.
Il termine equivalente Greco è plinthos (πλίνθος), usato nella nomenclatura architettonica.
Un tipo comune di laterculus era il computus, una tabella per il calcolo della data della Pasqua e così laterculus sarà spesso equivalente a fasti. Isidoro di Siviglia disse che un ciclo calendariale dovrebbe essere chiamato  laterculus «…poiché ha gli anni posti in ordine di riga», cioè in una tabella.

## Lista dilaterculi
Laterculi degni di menzione sono, fra gli altri:
Laterculus Veronensis
una lista di province romane dai tempi degli imperatori Diocleziano e Costantino I;
Laterculus Malalianus,
un'esegesi storica del VII secolo sulla vita di Cristo dalla Chronica Minora in Monumenta Germaniae Historica , dai disegni di Giovanni Malalas e così denominato da Teodoro Mommsen, sebbene solo una parte relativamente piccola del testo prenda la forma di una lista che copre il periodo di imperatori romani da Augusto a Giustino II.
Laterculus regem Vandalorum et Alanorum,
un elenco di re vandali basata nella visione del Mommsen su diplomi o, in alternativa, sulla versione africana della Cronaca di Prospero Tirone.
Laterculus regum Visigothorum
un elenco di monarchi visigoti.
Laterculus Polemii Silvii,
un elenco imperiale romano di imperatori e province romane di  Polemio Silvio.